# TestDaF
TестДаф (от немски TestDaF – Test Deutsch als Fremdsprache – Тест по немски като чужд език) е единен изпит по немски като чужд език, разработен от университета в град Хаген, Германия. Той е насочен преди всичко към ученици, които плануват следване в немскоезична страна и се нуждаят от доказателство на знанията си по езика.

## Целева група
ТестДаф е предназначен за кандидат-студенти от страна с майчин език, различен от немски, които желаят да следват в университет в Германия или друга немскоезична страна.

## Структура на изпита
ТестДаф изпитва езиковите умения на кандидата в четири различни части: четене с разбиране, слушане с разбиране, писане и говорене. Всички те са задължителни и имат една и съща тежест при оценяването. Темите и задачите от изпита са съобразени с академичния език, изискващ се при следване в университет. Специфични термини от определени области обаче не се изискват. Изпитът трае около 3 часа без почивките.

### Четене с разбиране
Частта „Четене с разбиране“ се състои от три текста с различна трудност и 30 въпроса, които изпитваният трябва да реши. Предвиденото време е 60 минути. Тук кандидатите трябва да покажат, че са в състояние да разберат тези текстове. Това могат да са кратки текстове от всекидневния студентски живот, статии, както и различни журналистически очерци.

### Слушане с разбиране
Частта „Слушане с разбиране“ съдържа три текста с общо 25 въпроса и трае ок. 40 минути. Изпитваният слуша първо диалог от всекидневния студентски живот, интервю с три до четири участници и кратък доклад по определена научна тема. Текстовете са подредени по нарастваща трудност. „Слушане с разбиране“ проверява дали кандидатите могат да разбират достатъчно добре говорима реч на немски език. Това е важно, тъй като както при разговорите си със състуденти и преподаватели, така и в самите лекции студентът трябва да може да разбира говоримото на достатъчно добро ниво.

### Писане
В частта „Писане“ изпитваните получават една писмена задача, за която са предвидени ок. 60 минути. Основният акцент тук е умението да се описва и аргументира. Бъдещите студенти трябва да са в състояние да извличат данни от дадена графика или таблица, да ги опишат и накрая да се аргументират за или против дадена тема. При оценяването на писмената работа е по-важна разбираемостта на текста отколкото езиковата и граматична точност.

### Говорене
В частта „Говорене“ в рамките на 30 минути трябва да бъдат решени седем задачи от различни ситуации от студентския живот в един немски университет. Всички те варират по трудност. Кандидатът трябва да участва в разговор между двама студенти, да описва графика, да изкаже мнение по дадена тема или да даде съвет. Важно е обаче кандидат-студентите да се настроят предварително, че по време на частта „Говорене“ няколко души полагат изпита едновременно. Въпреки че кандидатите носят слушалки, е възможно да се чува шума от речта на останалите участници.

## Резултати
Показаните резултати на всяка една отделна част се оценяват чрез една от следните оценки:
- ТестДаф – Ниво 3 (TDN 3)
- ТестДаф – Ниво 4 (TDN 4)
- ТестДаф – Ниво 5 (TDN 5)

Оценките от ТестДаф отговарят на нивата от единната европейска езикова рамка B2 до C1.

## Диплома
Шест седмици след изпита кандидатите научават резултатите си и още една седмица по-късно получават диплома за успешно положен ТестДаф. Тя съдържа отделна оценка (от TDN 3 до TDN 5) за всяка една от четирите части. На гърба на документа се намира точно описание на достигнатото ниво и уменията, които е показал изпитваният. В случай че най-ниската оценка (TDN 3) не бъде постигната, като оценка се изписва „под 3“. Документът е с неограничена валидност.

## Допускане до висше образование
По правило, за да бъде допуснат да следва в немски университет, кандидатът трябва да бъде оценен с поне TDN 4 на всички части.